# Centrum (Piekary Śląskie)

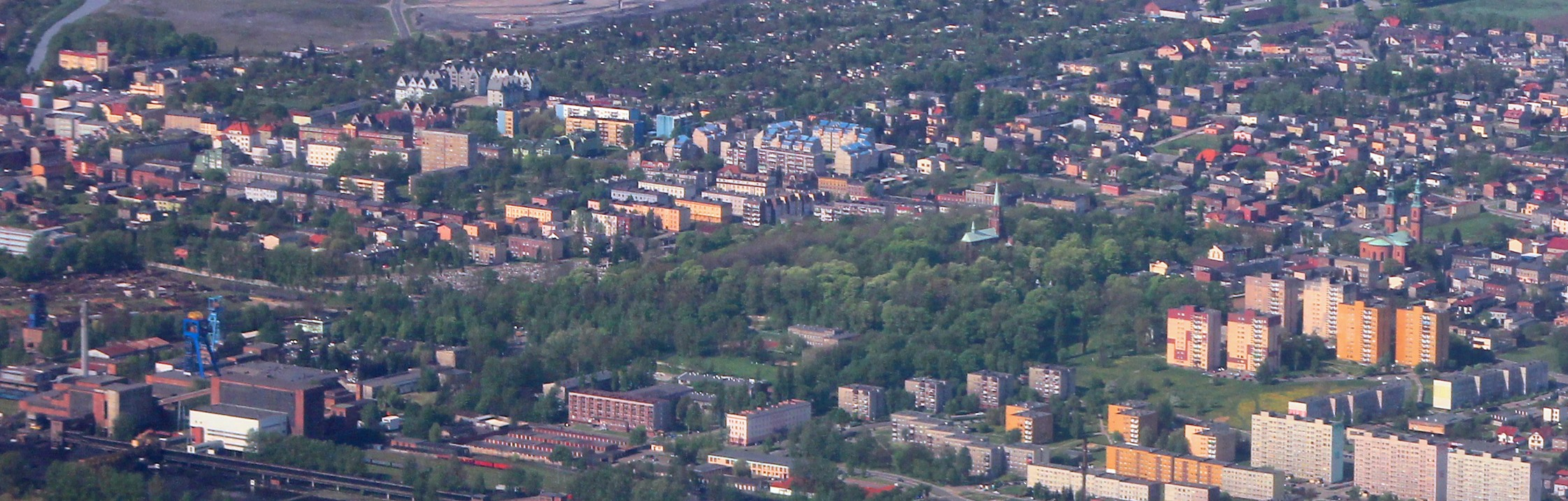
Widok z lotu ptaka na Centrum

Piekary Śląskie Centrum – w dokumentach urzędowych określana czasem jako Piekary Wielkie, dzielnica Piekar Śląskich o największej powierzchni, a także o największej liczbie ludności, na jej terenie znajdują się osiedla: Buczka, Wieczorka, 
Wieczorka-Wschód, Wyzwolenia i kolonia Józefka. Przy granicy z Kozłową Górą znajduje się Lipka z nowo powstałym osiedlem.
W Centrum znajduje się Bazylika Najświętszej Marii Panny i św. Bartłomieja, Kalwaria Piekarska oraz Kopiec Wyzwolenia.